# Jan Evangelista Purkyně
Jan Evangelista Purkyně, també conegut internacionalment com a Purkinje, (Libochovice, Bohèmia, 17/18 de desembre del 1787 – Praga, 28 de juliol del 1869) fou un anatomista i fisiòleg txec.

## Biografia
El 1819 es graduà a la Universitat Carolina de Praga en medicina. El 1923 va ser nomenat professor de fisiologia i patologia a la Universitat de Breslau. Creà el primer Departament de Fisiologia a la Universitat de Breslau a Prússia el 1839 i el primer laboratori oficial de fisiologia el 1842.
Va descriure els efectes de càmfora, opi, belladona i trementina en humans el 1829, va descobrir les glàndules sudorípores el 1833 i publicà una tesi que reconeixia nou grups de configuracions principals d'empremtes dactilars el 1823.
És conegut pel seu descobriment de 1837 de les cèl·lules de Purkyně, grans neurones amb moltes ramificacions de dendrites trobades al cerebel. També se'l coneix pel seu descobriment el 1839 de les fibres de Purkyně, el teixit fibrós que condueix els impulsos elèctrics del nòdul auriculoventricular a totes parts dels ventricles del cor. Un altre descobriment inclou les imatges de Purkyně, reflex d'objectes de les estructures de l'ull. També va introduir els termes de plasma sanguini i de protoplasma.
El 1850 tornà a la Universitat Carolina de Praga, on descobrí l'efecte Purkyně, en el qual quan la intensitat de la llum disminueix, els objectes vermells semblen perdre intensitat més ràpidament que els objectes blaus amb la mateixa brillantor.
Publicà dos volums que traduïts literalment s'anomenen Observacions i experiments investigant la fisiologia dels sentits i Nou informe subjectiu sobre la visió, que contribuí al sorgiment de la ciència de la psicologia experimental.
Purkyně fou el primer a utilitzar un micròtom per a realitzar prims talls de teixits per l'observació microscòpica i fou dels primers a utilitzar una versió millorada del microscopi compost. Purkyně també va construir la seva pròpia versió de l'estroboscopi, que anomenà forolyt.
Va ser enterrat al Cementiri Nacional Txec a Vyšehrad, Praga.

## Llegat
La Universitat Masaryk, de Brno, va dur el seu nom entre 1960 i 1990, de la mateixa manera que l'acadèmia militar mèdica de Hradec Králové, entre 1994 i 2004. Actualment una universitat d'Ústí nad Labem porta el seu nom.
El cràter lunar Purkyně va ser anomenat així en honor seu, així com l'asteroide 3701 Purkyně.